# Hemioplisis spiculata
Hemioplisis spiculata là một loài bướm đêm trong họ Geometridae.